# Конюшевка (Винницкая область)
Конюшевка (укр. Конюшівка) — село на Украине, находится в Липовецком районе Винницкой области.
Код КОАТУУ — 0522280402. Население по переписи 2001 года составляет 57 человек. Почтовый индекс — 22523. Телефонный код — 4358.
Занимает площадь 0,588 км².

## Известные уроженцы
- Земляк, Василий Сидорович (1923—1977) — украинский советский писатель, киносценарист, лауреат Государственной премии УССР им. Т. Г. Шевченко.

## Адрес местного совета
22523, Винницкая область, Липовецкий р-н, с. Брицкое, ул. Ленина, 68

## Галерея

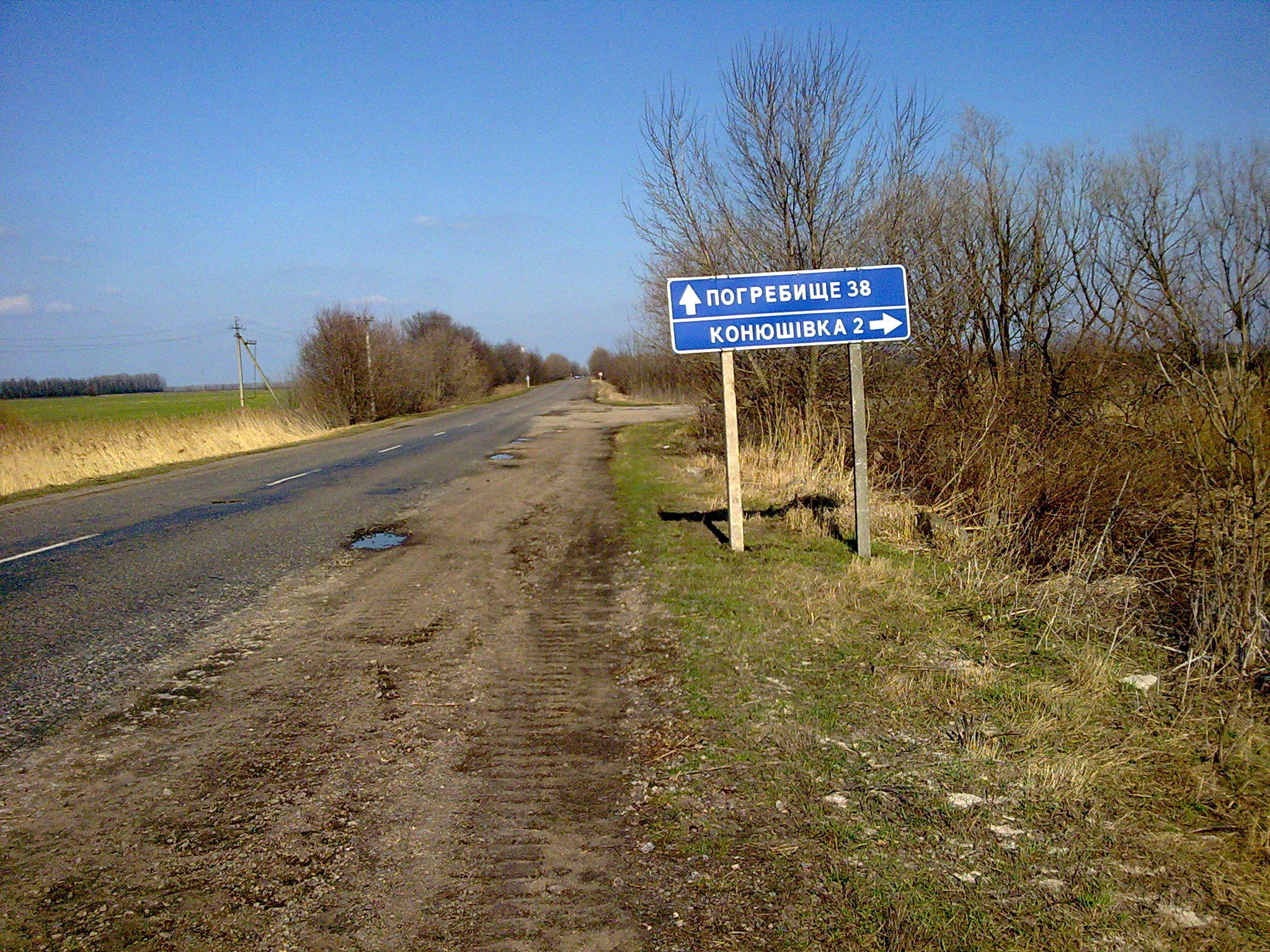
Поворот на Конюшевку с автодороги Турбов — Погребище
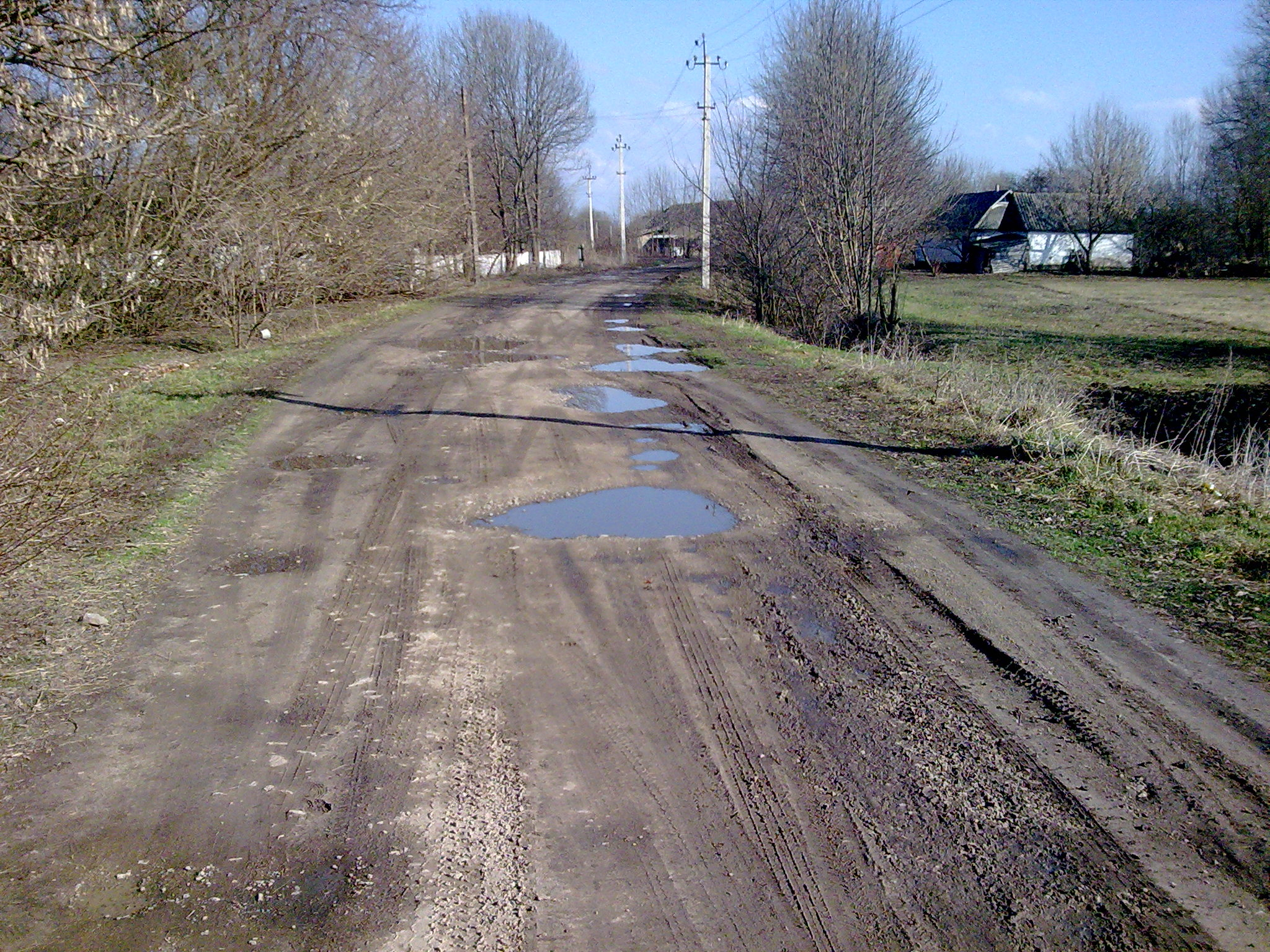
В начале села
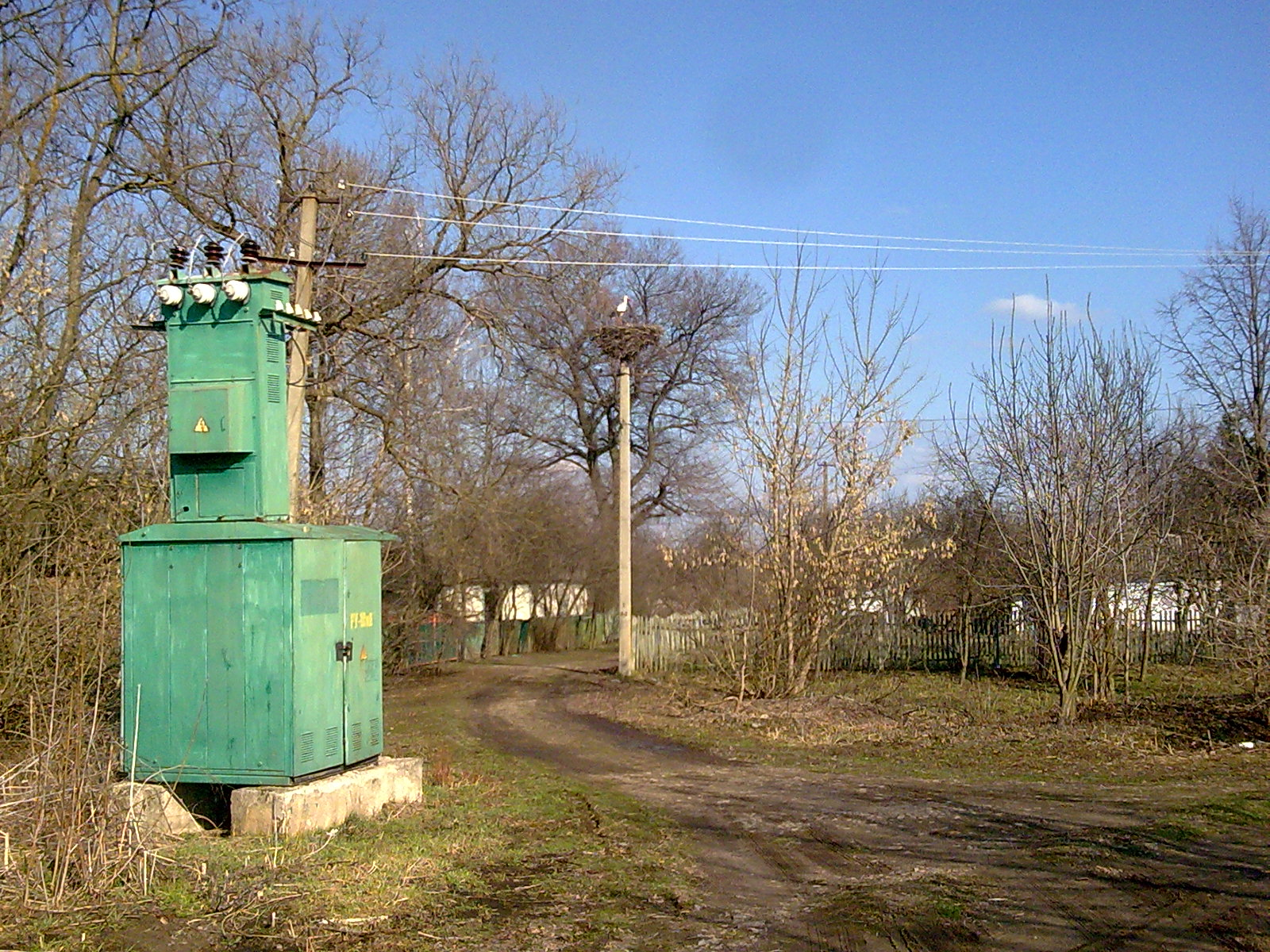
В центральной части села
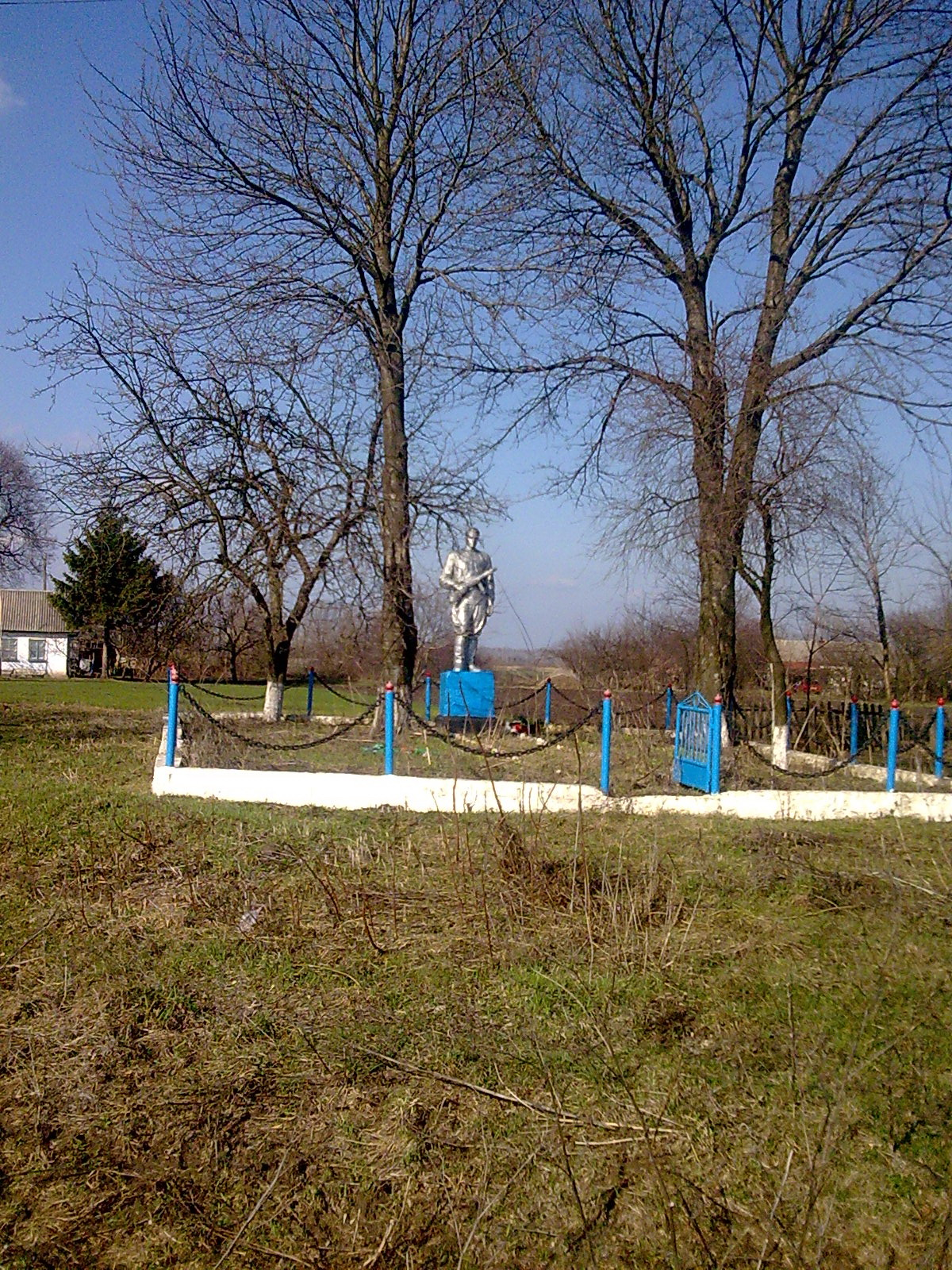
Памятник неизвестному солдату